# Moringua arundinacea
Espèce
Moringua arundinacea est une espèce de poissons téléostéens serpentiformes.